# Mont-rabe
Montrabe (oficialment Montrabé) és un municipi francès situat al departament de l'Alta Garona, a la regió Occitània.

## Galeria d'imatges

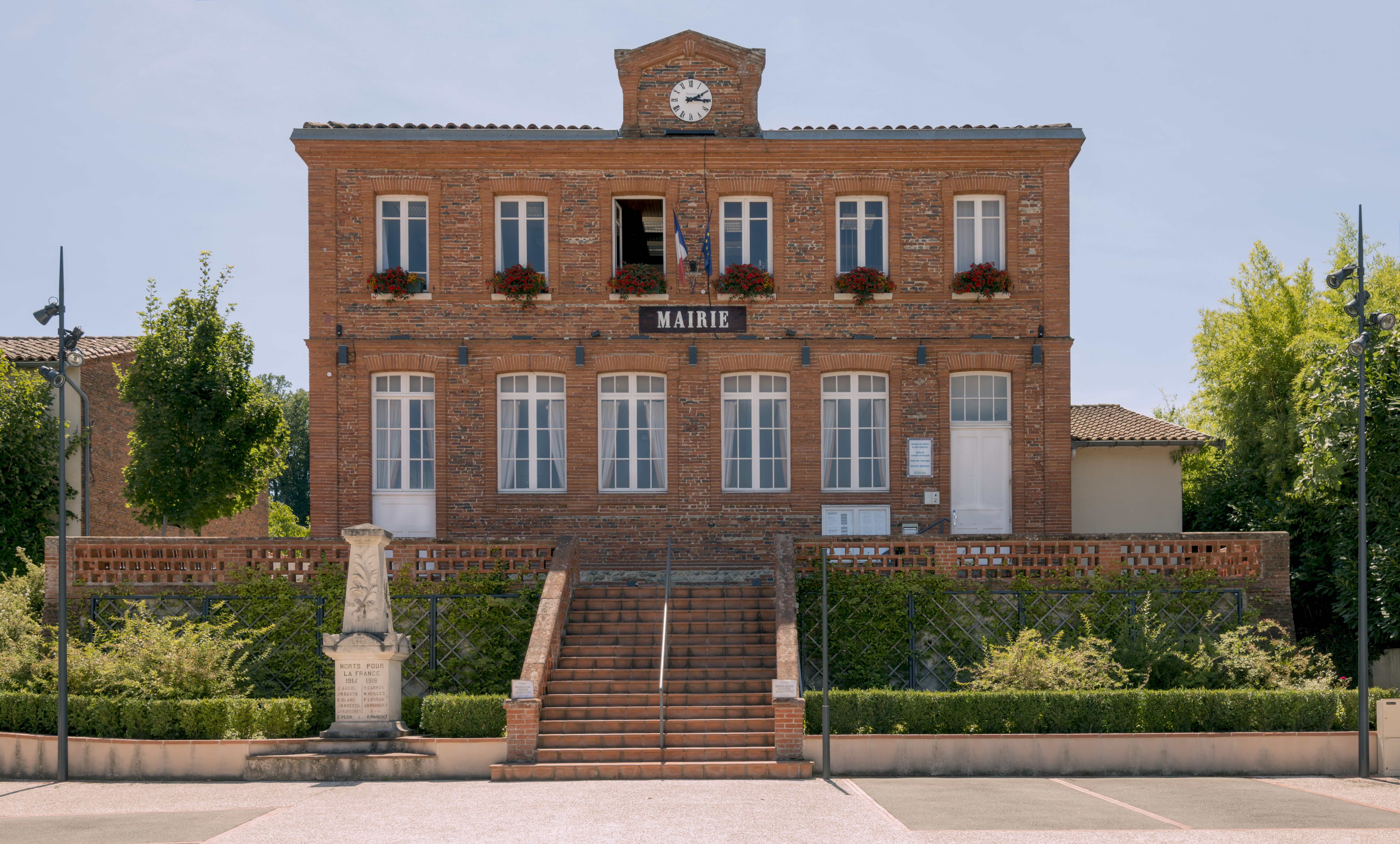
L'ajuntament
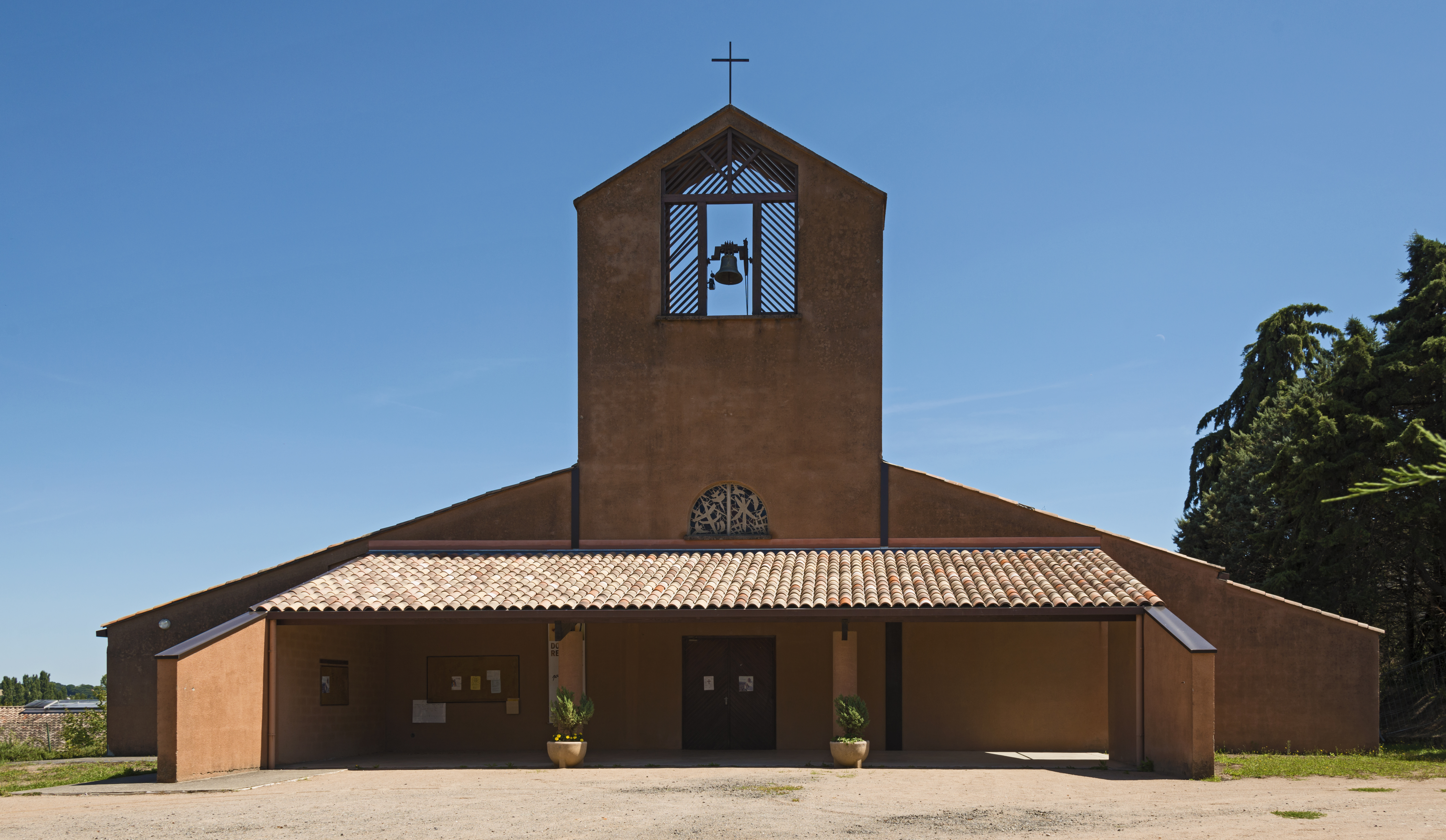
L'església de Sant-Martial